# 이해수 (만주보민회)
이해수(李海秀, ? ~ ?)는 대한제국 시기에 일진회 회원으로, 일제강점기 당시에 만주 지역에서 만주보민회 회원으로 활동했던 인물로, 본적은 경성부 서린동(1920년 당시 주소이며 현재의 대한민국 서울특별시 종로구 서린동)이다.

## 생애
1907년 전후에 일진회 경성(현재의 서울) 지역 간부를 맡았으며 일진회 해체 이후에는 제우교(濟愚敎)에서 포덕사(布德師)로 활동했다. 제우교는 천도교에서 일진회 계열이 분리되어 설립한 신흥 종교로, 일본 제국과 밀착된 관계를 유지했다.
1920년 1월 제우교 선교사로 재직하면서 만주에서 창립된 만주보민주식회사(滿洲保民株式會社)의 발기인 및 주주가 되어 다시 모습을 드러냈다. 같은 해 12월 최정규가 항일 운동 탄압을 위해 제우교도들을 주축으로 설립한 만주보민회의 북만주총지부 회장에 임명되었다.
이해수가 훈춘에 있는 북만주총지부 회장을 맡은 만주보민회는 3·1 운동과 그 후속 움직임에 대한 반작용에서 결성된 단체로, 주로 남만주 지역에서 일본영사관의 지휘를 받아 항일 세력을 정탐하고 감시하면서 만주로 이주한 조선인을 통제하는 역할을 했다. 만주보민회의 경비는 모두 일본 정부에게서 지원받았다. 이해수는 1920년 10월부터 11월 사이에 일본군이 간도에 출병하여 민간인 약 30,000명을 학살했을 때 제우교도들과 함께 적극 협조하기도 했다.
1922년 2월부터 1923년 3월까지 만주보민회 본부 간사를 맡았으며 1924년 4월 만주보민회가 해산될 때 일본 정부로부터 공로를 인정받아 해산분배금 75원을 받았다. 1926년 2월 제우교 포덕사를 지냈으며 이후의 행적에 대해서는 알려져 있지 않다. 

## 사후
- 2007년 대한민국 친일반민족행위진상규명위원회가 발표한 친일반민족행위 195인 명단에 포함되었으며 2008년 발표된 민족문제연구소의 친일인명사전 수록예정자 명단에도 선정되었다.

## 같이 보기
- 일진회
- 만주보민회
- 제우교

## 참고자료
- 친일반민족행위진상규명위원회 (2007년 12월). 〈이해수〉 (PDF). 《2007년도 조사보고서 II - 친일반민족행위결정이유서》. 서울. 2241~2251쪽쪽. 발간등록번호 11-1560010-0000002-10. [깨진 링크(과거 내용 찾기)]